# Anton Bach
Anton Bach (* 1762 in Ottackers bei Sulzberg; † 23. März 1825 in Altheim bei Linz) war ein deutscher katholischer Geistlicher.

## Leben und Wirken
Anton Bach war ein Sohn von Sigmund Bach (* 1725) und Anna Barbara Zettler. Seine Großeltern väterlicherseits waren Philipp Bach und Ursula Schibl, geborene Eberl.
Bach war, wie nahezu alle ihm nahestehende Theologen, ein Schüler und Freund von Johann Michael Sailer. Er selbst wirkte als einer der Anführer der Allgäuer Erweckungsbewegung in den bayerischen Regionen um Kempten und im Allgäu. Zu seinen Mitstreitern gehörten Martin Boos, Johann Michael Feneberg, Christoph Schmid, Andreas Siller, Xaver Bayr, Ignaz Lindl und Johannes Evangelist Gossner. Die Theologen verfolgten das Motto „Christus in uns und für uns“ und setzten sich für ein vertieftes Christentum ein, das mystisch-spiritualistische und schwärmerische Aspekte aufgriff. Sie ließen sich vom radikal-separatistischen Pietismus beeinflussen sowie vom Protestantismus und Martin Luther.
Die katholische Kirche kritisierte Bach und dessen Mitstreiter stark. Im Jahr 1798 musste Bach sein Pfarramt in Hellengerst abgeben. Anschließend arbeitete er erst im Bistum Augsburg, später in vielen Orten in der Diözese Linz, in denen er immer nur einige Jahre aktiv war. Im Jahr 1811 kündigte er die Gefolgschaft von Martin Boos auf, was jedoch vermutlich nur ein Lippenbekenntnis gewesen sein dürfte. 